# Plaine (Revolución francesa)
La Plaine o el Marais (en español, la Llanura o el Pantano) fueron los nombres dados al grupo de los más moderados, y también el más numeroso (cerca de 400 diputados), pertenecientes a la Convención Nacional, durante el periodo de la República radical (1792-1794) de la Revolución francesa. Durante el periodo siguiente, de la República conservadora (1794-1799), constituirá el grueso de los termidorianos.

## Un grupo moderado

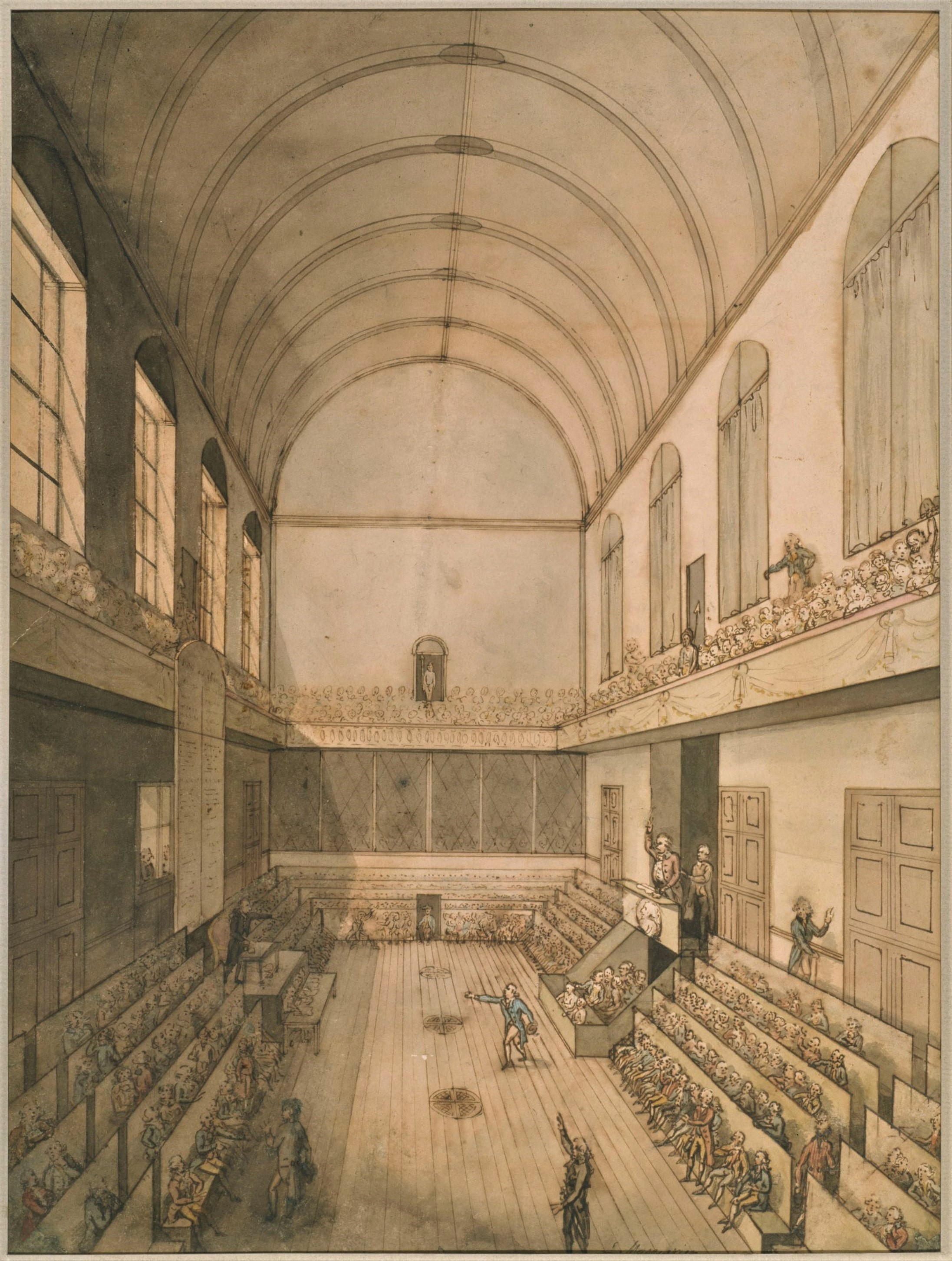
La Salle du Manège o "Sala de Equitación" o "Picadero" que se usó como lugar de reuniones del órgano legislativo durante la mayor parte del periodo revolucionario (entre 1789 y 1798); se encontraba al extremo norte de los jardines de las Tullerías, y extendió sus dependencias por las de los dos conventos anexos: el de los Capucins ("capuchinos") y el de los Feuillants (una rama de los cistercienses).

Las denominaciones de este grupo tienen su origen en las posiciones que sus miembros ocupaban en la "Salle du Manège" ("Sala de Equitación") situado en los jardines del Palacio de las Tullerías (espacios geográficos de plaine y de marais), por oposición al que ocupaban los diputados del llamado grupo Montagne. Fue el periódico L'Ami du peuple quien habría inventado y aplicado el término «Marais» al grupo señalado.
A veces, sus miembros fueron desdeñosamente llamados por sus adversarios los «crapauds du Marais» (o sea los «sapos del pantano»). Pierre Joseph Duhem, diputado del grupo Montagne, en cierta oportunidad habría dicho :

« Les crapauds du Marais relèvent la tête ! tant mieux ; elle sera plus facile à couper ».
Traducción al español : « ¡ Los sapos del pantano levantan la cabeza ! tanto mejor, pues será más fácil de cortar ».

En realidad, el origen preciso de la denominación señalada, continúa en debate. La denominación « Girondins » para identificar al grupo de fieles de Jacques Pierre Brissot, se explica sencillamente por su origen geográfico (departamento francés Gironda), pero los calificativos «Montagnards» y «Plaine» continúan generando interrogantes pues en estos casos varias interpretaciones serían posibles. Entre ellas, la más difundida consiste en interpretar al pie de la letra los términos empleados : los diputados montagnards se sentaban a la izquierda, en los bancos más elevados de la sala de asamblea, y de allí la denominación «Montagne» (en español «Montaña»); por su parte, los diputados de la «Plaine» (en español «Llano» o «Llanura») se sentaban en los bancos inferiores.
En realidad, la calificación aludida ya estaba presente en un antiguo texto que numerosos revolucionarios habían leído : la « Vie de Solon », incluido en la obra Vies parallèles, y donde Plutarco (retomando los textos de Heródoto y de Aristóteles) describió a Atenas en términos de divisiones políticas: «En Atenas, los habitantes de la montaña con fuerza apoyaban la democracia, mientras que los de la llanura apoyaban la oligarquía; los habitantes de la costa, por su parte, formaban un tercer partido favorable a una forma de gobierno intermedio…» Además, referencias bíblicas y evangélicas también estaban presentes, pues la Montaña era percibida como un nuevo Sinaï (y los Derechos del Hombre y del Ciudadano como un nuevo decálogo), y sin tampoco olvidar el «Sermón de la Montaña» de Cristo.
Surgidos en su mayoría de la burguesía liberal y republicana, los de la llanura respaldaban las conquistas políticas de 1789 y la obra revolucionaria, deseando la unión de todos los republicanos. Pero además de numeroso, este grupo también era bastante heterogéneo, ya que allí reunía hombres como el abate Henri Grégoire y el abate Emmanuel-Joseph Sieyès, además de François-Antoine de Boissy d'Anglas y Jean-Jacques-Régis de Cambacérès ; por otra parte, algunos de sus miembros se alinearon con los montañeses a partir del verano de 1793, como fue el caso de Bertrand Barère de Vieuzac, Georges Couthon, Pierre Joseph Cambon, y Lazare Nicolas Marguerite Carnot. En el momento de la toma del poder por parte de los Montañeses (jornadas del 31 de mayo al 2 de junio de 1793), su posicionamiento al centro de la Convención Nacional fue ambigua, pues algunos diputados intentaron actuar como mediadores, pero reafirmando la necesidad de las medidas de salud pública votadas con su apoyo. Sin embargo, la mayoría de ellos también manifestaban su abierta hostilidad a Maximiliano Robespierre.